# Amphipoea asiatica
Amphipoea asiatica är en fjärilsart som beskrevs av Burrows 1912. Amphipoea asiatica ingår i släktet Amphipoea och familjen nattflyn. Inga underarter finns listade i Catalogue of Life.